# 트리플 원
트리플 원(영어: Triple One)은 대한민국 서울특별시 용산구 이촌동 용산국제업무지구에 건립에 계획되었던 빌딩으로 2016년 완공을 목표로 하고 있었다. 만약에 완공되었다면 롯데월드타워(555m, 123층)을 제치고 대한민국에서 가장 높은 빌딩이지만 2013년 건립은 중단되었고 사업이 무산되었다. 특징은 국내 최고층, 원추형 모양이다.

## 역사
트리플 원을 설계한 다니엘 리베스킨트가 설계를 담당, 시공사는 삼성물산이다. 예상되는 총 사업비는 28조원 이상이었다. 2000년대 구상되어 실제 추진하던 용산국제업무지구 개발사업의 랜드마크 빌딩이었다. 초기 2007년에는 '드림타워'라는 이름으로, 지상 153층, 660m의 초대형 건물로 기획되었고, 디자인은 당시 '아키팰라고 21'이라는 프로젝트가 채택되었다.
2007년의 계획은 높이 665m, 지상 150층으로 계획한 적이 있다. 하지만 2008년 글로벌 금융위기로 인하여, 사업을 지상 100층, 485m로 축소했었고 이후 한강에 접해 있으며 지하철 용산역 근처에 세워질 예정이며, 2010년부터 재개발 및 구획 정리, 사업계획 시작, 2011년에 기공식을 예정하고 있었다. 2011년 사업을 본격적으로 재추진하면서, 지상 111층, 620m의 원추형 빌딩, '타워 트리플 원'이라는 이름으로 최종 결정되었다. 9월 26일의 계획은 높이 485m, 지상 100층, 11월 28일의 계획은 높이 620m, 지상 111층이였다.
최종 디자인은 과거 퐁피두 센터와 더 샤드를 설계한 렌조 피아노가 맡았다. 당시 국내 대표 건설업체였던 삼성물산과 현대건설이 입찰 경쟁을 했으며 당시 '부르즈 할리파'를 건설한 경험이 인정되어 삼성물산이 시공사로 선정되었다. 2012년에는 111층, 620m로 확장하고 최종 결정이었지만 2012년 착공하여 2016년 완공 목표로 계획이 있는데 하지만 2012년 말부터 시행사 드림허브와 소유주 코레일 간의 극심한 반목이 계속되다가 결국 용산국제업무지구 사업이 무산되었다.

## 건설 계획
트리플 원의 건설은 렌조 피아노가 최초로 언급되었다. 당시 회의의 의장이었던 렌조 피아노는 "지상 455m 위 타워에서 튀어나온 유리구슬 모양의 전망대(103층 · 점선안)를 만들었다. 정남향으로 배치한 상층부 첨탑은 서울의 나침반 역할을 할 것이다." 라고 주장하며 그의 제안은 본격적으로 트리플 원의 건설에 반영되었다.

## 용산 드림 허브
부지는 원래 용산역에 인접 해 차량공장·차량기지 등이 펼쳐져 장소에서 코레일이 경영 개선을 위해 부동산 개발을 모색하고 2006년에 "용산국제업무지구 개발 사업"이 시작되었다.
2007년 서울시장 오세훈이 한강을 서울의 얼굴로 정비 관광지화하는 것을 노린 '한강 르네상스 프로젝트'를 시작해 한강에 가까운 용산국제업무지구 개발 사업이 일부 포함되게 되었다. 서울시는 재개발 지구를 시가지로 둘러싸인 차량 기지 흔적에서 한강에 접한 지역까지 확대하기 위해 차량 기지 흔적과 한강 사이에 있는 주택가의 서부 이촌동도 용산국제업무지구에 포함하고 용산 드림허브 개발 계획을 강화시켰다. 그러나 그 결과 코레일은 서부 이촌동 주민 퇴거 보상도 출자 할 처지가 개발 반대 운동을 일으킬 주민과의 협상에서 착공 지연, 그만큼 금융 부담이 커졌다. 특히 일부 퇴거 반대 주민에 의한 세워 바구니 숲은 경찰의 강제 진압으로까지 발전하고 이를 통해 쌍방에 사망자 부상자를 내는 사태가 되었다. 거기에 2008년의 세계 금융 위기가 추격을 걸었다.
용산 드림허브를 위해 다니엘 리베스킨트의 다른 MVRDV 등 세계의 유명 건축가들이 초대되어 용산 드림타워 주위에 늘어선 수많은 초고층 빌딩의 설계를 맡아 2011년부터 2012년까지 그 설계안이 대대적 발표 된 서울의 신도심을 세계에 어필했다. 하지만 결국 용산 재개발을 주도하고 있던 삼성물산 등 민간 기업도 속속 손을 당겨 2013년 3월 13일 용산국제업무지구 개발 사업의 자산 관리 위탁 회사인 용산역세권개발이 이자 52억 원을 내지 못해 채무 불이행이 되었고 용산 드림허브는 무산되었다.

## 시설
| 층수                | 시설            |
| ------------------- | --------------- |
| 103층 ~ 111층       | 전망대          |
| 98층 ~ 102층        | 오피스          |
| 96층 ~ 97층         | 클럽하우스      |
| 80층 ~ 95층         | 오피스          |
| 74층 ~ 79층         | 스카이 로비3    |
| 59층 ~ 73층         | 오피스          |
| 53층 ~ 58층         | 스카이 로비2    |
| 38층 ~ 52층         | 오피스          |
| 33층 ~ 37층         | 스카이 로비1    |
| 21층 ~ 32층         | 오피스          |
| 18층 ~ 20층         | 갤러리/레스토랑 |
| 8층 ~ 17층          | 오피스          |
| 5층 ~ 7층           | 편의시설        |
| 1층 ~ 4층           | 대형 로비       |
| 지하 3층 ~ 지하 1층 | 판매시설        |
| 지하 9층 ~ 지하 4층 | 지하주차장      |

## 같이 보기
- 100층 이상의 마천루 목록
- 대한민국의 마천루 목록
- 아시아의 마천루 목록
- 서울특별시의 마천루 목록
- 용산국제업무지구